# Heteronychus tenuestriatus
Heteronychus tenuestriatus är en skalbaggsart som beskrevs av Leon Fairmaire 1893. Heteronychus tenuestriatus ingår i släktet Heteronychus och familjen Dynastidae. Inga underarter finns listade i Catalogue of Life.